# Walzenaufnahmen aus Peru: 1910-1925
Walzenaufnahmen aus Peru: 1910-1925 (en español, Grabaciones en cilindros del Perú: 1910-1925) es un registro musical compilado en la costa norte del Perú por el arqueólogo alemán Enrique Brüning y grabado en cilindros de fonográfo de cera.

## Historia
Brüning llegó al Perú en 1875 para trabajar en una hacienda azucarera, pero pronto inició una serie de investigaciones etnográficas en los actuales departamentos de Piura, Cajamarca, Lambayeque, tomando fotografías y anotaciones, recogiendo objetos arqueológicos (conservados en el Museo Brüning), y publicando sus resultados. Se interesó por la precolombina lengua muchik, e intento realizar un registro fonográfico del mismo, pero le resultó complicado.
El registro musical que Brüning recopiló en sus viajes entre 1910 y 1925 consta de 21 piezas, grabadas con un fonógrafo Excelsior, algunas de ellas vigentes en la tradición musical del norte peruano, como la marinera «La concheperla». También el alemán compiló la «Danza Chimú», registrada en partitura siglos antes por Baltazar Martínez Compañón en su Códice Trujillo.
En 2003 el Archivo Fonográfico del Museo etnológico de Berlín publicó en CD veinte de las canciones.

## Lista del registro Bruning
Transcripción del documento que se encuentra en el Museo etnológico de Berlín:

1. Marcha de Procesión - clarinete, chirimía y caja. Tocado por Francisco Cumpa y Francisco Angeles.
2. El algarrobito - marinera en flauta y tambor
3. Serranita - flauta y tambor - 4 de mayo 1910 (Eten)
4. La Concheperla - flauta y tambor
5. Danza Chimu - grabada en Lambayeque el 5 de Mayo de 1924 Tocada por don José Albiteres León de Silacot, provincia de Contumazá -carpintero, en el tiempo en que estaba en la guarnición de la quinta infantería, de oficio carpintero, tocada en una Gaita que el mismo ha confeccionado. Tanzmusic - música de danza llamada ¨Huainu”
6. Bracamonte -flauta y tambor
7. Para Jugar a la Gloria - Canto solo, masculino.
8. Masika que aura pauja a pastores en las (Pasenas) pascuas de Navidad - Flauta y tambor
9. Chirimía y caja tocadas por Francisco Cumpa y Francisco Angeles Marcha de Paseo de calle, chirimía y tambor. (12 abril 1910)
10. Caelma, ¨La Pieva¨ Carlos de la Cour. Chinama. Piccolo -Flauta y Tambor (12 de abril de 1910)
11. Triste. Tres quenas , tocadas por tres mendigos ciegos en Catacaos. Lambayeque 12 de junio de1911
12. Serranita. Eten, 14 mayo de 1910 Flauta y Tambor
13. Cajita y flauta. Francisco Angeles. Danza “ Los perritos” . Flauta y tambor.
14. Flauta doble. Tocada en Lambayeque, el 25 de mayo de 1924, por José Albíteres León, Prov. de Contumazá, en el tiempo que estaba en la guarnición Melodía y canto : Yo soy como las palomas (yarahui). Estas melodías en las montañas son conocidas con el nombre de Yarahui.
15. Doble flauta.
16. Ya me voy a tierras lejanas.
17. Un voluntario que se va a las filas del ejército.
18. Quena y antara . 16. 4 .1925.
19. Flores Negras - tondero en gaita . 9 de agosto de 1923. Interpretada por don Jenofonte Paredes de San Marcos, departamento de Cajamarca.
20. Cachaspari incaico . sonst wie oben.
21. Triste huancabambino. sonst wie oben

## Canciones publicadas en 2003
| N.º | Título                                                                 | Música                              | Duración |  |
| 1.  | «Los perritos» (Danza - Eten, 16 de marzo de 1910)                     | Francisco Ángeles                   | 1:27     |  |
| 2.  | «Marcha de procesión» (Eten, 12 de abril de 1910)                      | Francisco Ángeles y Francisco Cumpa | 1:13     |  |
| 3.  | «Marcha» (Eten, 12 de abril de 1910)                                   | Francisco Ángeles y Francisco Cumpa | 1:25     |  |
| 4.  | «El Algarrobito» (Marinera - Eten, 4 de mayo de 1910)                  | Manuel Quesñay                      | 1:30     |  |
| 5.  | «Serranita» (Eten, 12 de abril de 1910)                                | Manuel Quesñay                      | 1:33     |  |
| 6.  | «Serranita» (Eten, 4 de mayo de 1910)                                  |                                     | 1:37     |  |
| 7.  | «La concheperla» (Marinera - Eten, 4 de mayo de 1910)                  | Manuel Quesñay                      | 1:30     |  |
| 8.  | «Acompañamiento de las Pastoras de Navidad» (Eten, 19 de mayo de 1910) | Manuel Quesñay (padre)              | 1:36     |  |
| 9.  | «Danza chimú» (Eten, 19 de mayo de 1910)                               | Manuel Quesñay (padre)              | 1:45     |  |
| 10. | «Triste» (Lambayeque, 12 de junio de 1910)                             | Tres mendigos ciegos                | 2:34     |  |
| 11. | «Rezo, canto de oración» (Canto recitado)                              |                                     | 2:01     |  |
| 12. | «La Pava» (12 de abril de 1910)                                        | Carlos de la Cruz                   | 2:14     |  |
| 13. | «Gaita» (Lambayeque, 5 de mayo de 1924)                                | José Albíteres León                 | 1:52     |  |
| 14. | «Gaita» (Lambayeque, 5 de mayo de 1924)                                | José Albíteres León                 | 1:35     |  |
| 15. | «Gaita» (Lambayeque, 5 de mayo de 1924)                                | José Albíteres León                 | 1:50     |  |
| 16. | «Gaita» (Lambayeque, 5 de mayo de 1924)                                | José Albíteres León                 | 1:48     |  |
| 17. | «Quenas» (16 de mayo de 1925)                                          | Dos ciegos                          | 1:54     |  |
| 18. | «Flores negras» (Tondero - Lambayeque, 9 de agosto de 1925)            | Jenofonte Paredes                   | 2:01     |  |
| 19. | «Triste huancabambino» (Lambayeque, 9 de agosto de 1925)               | Jenofonte Paredes                   | 1:43     |  |
| 20. | «Cachaspari incaico» (Lambayeque, 9 de agosto de 1925)                 | Jenofonte Paredes                   | 2:11     |  |